# Eastern Bloc (album)
Eastern Bloc (angl. Východní blok) je jediné studiové album skupiny Eastern Bloc, vydané v roce 1987.

## Seznam skladeb
| Pořadí | Název            | Autor          | Délka |
| ------ | ---------------- | -------------- | ----- |
| 1.     | So Long          | Král, Sidgwick |       |
| 2.     | Restless Heart   | Král, Sidgwick |       |
| 3.     | Woman Be Strange | Král, Sidgwick |       |
| 4.     | Miracle Mile     | Král, Sidgwick |       |
| 5.     | Dancing Barefoot | Král, Smith    |       |
| 6.     | You Got Love     | Král, Sidgwick |       |
| 7.     | Wait Too Long    | Král, Sidgwick |       |
| 8.     | Heartbreak       | Král, Sidgwick |       |
| 9.     | Don't Call Me    | Král, Sidgwick |       |
| 10.    | Time Will Tell   | Král, Sidgwick |       |

## Sestava
- Ivan Král – baskytara, kytara, klávesy, zpěv
- Mark Sidgwick – kytara, zpěv
- Frankie La Rocka – bicí
- George Usher – piáno[3]
- Roberta Lawrence – zpěv